# أطلنطا للتأمين
أطلنطا للتأمين (بالفرنسية: Atlanta Assurance)‏ هي شركة تأمين مغربية.

## وصلات خارجية
- الموقع الرسمي للشركة
- قيمة أسهم شركة أطلنطا في بورصة الدار البيضاء[وصلة مكسورة]